# جاروين سانفورد
جاروين سانفورد هو ممثل كندي، ولد في 14 مارس 1955 في كندا.

## أعمال

### أفلام
- (1988) المتهم
- (1994) ستارغيت[4][5][6]
- (2000) اقبض على كارتر

## وصلات خارجية
- جاروين سانفورد على موقع IMDb (الإنجليزية)
- جاروين سانفورد على موقع ألو سيني (الفرنسية)
- جاروين سانفورد على موقع أول موفي (الإنجليزية)
- جاروين سانفورد على موقع قاعدة بيانات الأفلام السويدية (السويدية)
- جاروين سانفورد على موقع قاعدة بيانات الفيلم (الإنجليزية)
- جاروين سانفورد على موقع كينوبويسك (الروسية)